# Rapateaceae
Die Rapateaceae sind eine Pflanzenfamilie, die zur Ordnung der Süßgrasartigen (Poales) gehört. Sie enthält 16 bis 17 Gattungen mit etwa 80 bis 94 Arten. Mit Ausnahme von Maschalocephalus dinklagei sind alle Arten neotropisch verbreitet.

## Beschreibung

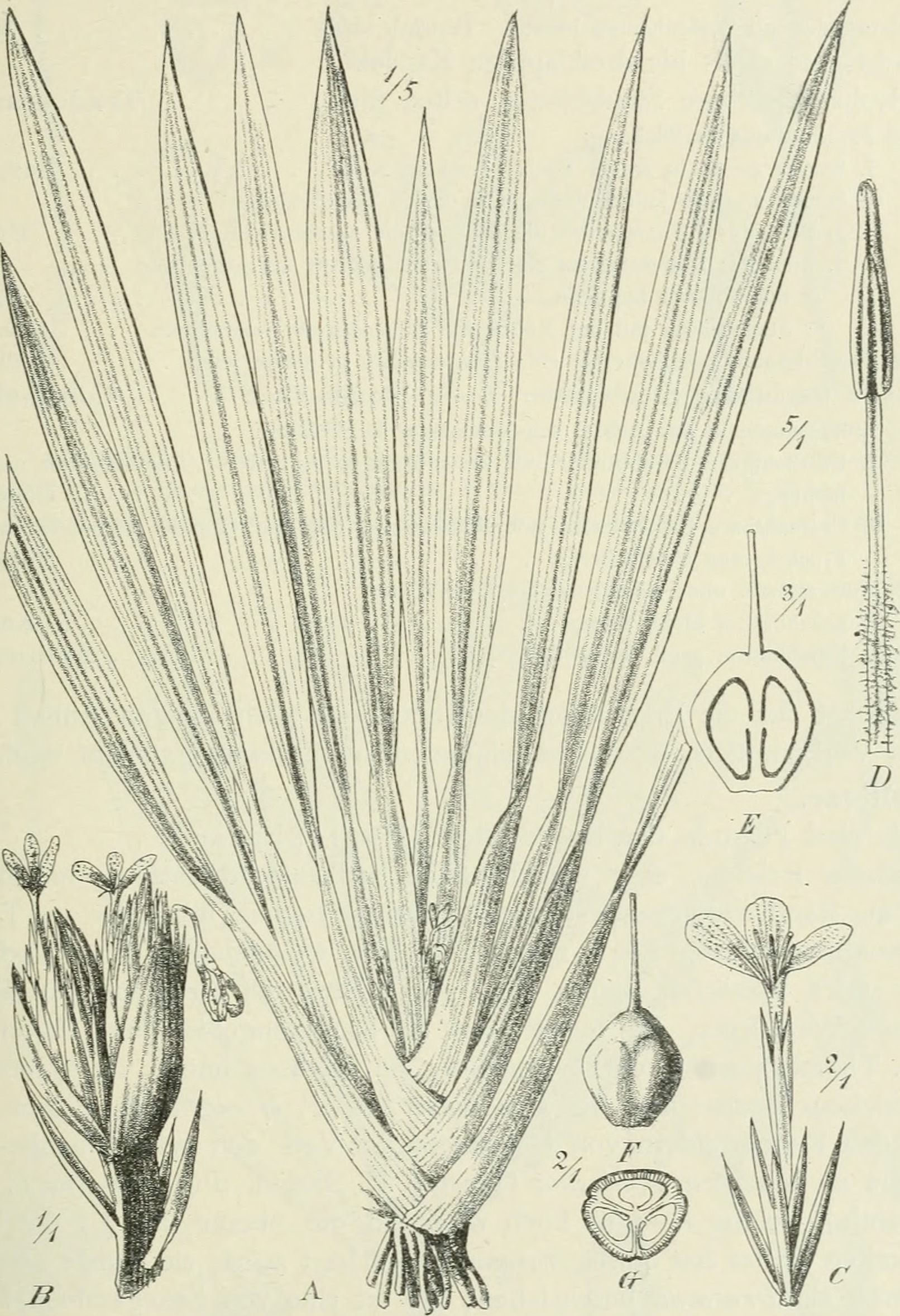
Illustration aus Die Pflanzenwelt Afrikas, insbesondere seiner tropischen Gebiete – Grundzüge der Pflanzenverbreitung in Afrika und die Charakterpflanzen Afrikas, 1910 von Maschalocephalus dinklagei

### Habitus und Laubblätter
Die Arten der Rapateaceae sind meist derbe, ausdauernde krautige Pflanzen mit Rhizomen. Sie wachsen selten epiphytisch, meist terrestrisch oft in nährstoffarmen Böden.
Die Laubblätter sind wechselständig, meist dreizeilig oder spiralig und rosettig an der Basis der Pflanze angeordnet. Die Laubblätter sind in Blattscheide, Blattstiel (beispielsweise Saxofridericia) und Blattspreite gegliedert oder es fehlt ein Blattstiel. Die Blattscheide ist offen. Die einfache Blattspreite ist flach oder gefaltet (meist v-förmig) oder bleistiftförmig, parallelnervig und ganzrandig. Die Blattspreite ist oft um 90° gedreht und kann deutlich asymmetrisch sein, dann ist der Mittelnerv deutlich nach einer Seite verschoben. Die Stomata sind paracytisch.

### Blütenstände und Blüten
Seitenständig werden meist sind sehr lange, blattlose Blütenstandsschäfte gebildet; bei Maschalocephalus sind sie stark reduziert. In kopfigen bis einseitswendigen traubigen Gesamtblütenständen sind selten ein Teilblütenstand, meist aber viele ährige oder rispige Teilblütenstände mit vielen Blüten zusammengefasst. Die Teilblütenstände besitzen selten nur ein, meist zwei Tragblätter, die manchmal verwachsen sein können; sie sind meist groß und an ihrer Basis breit und umhüllen selten die Teilblütenstände vollkommen. Die Teilblütenstände wirken mehr oder weniger als Pseudanthium mit einer Art Spatha. Unter jeder Blüte sind ein bis mehrere Deckblätter vorhanden.
Die zwittrigen Blüten sind radiärsymmetrisch bis etwas zygomorph und dreizählig mit doppelten Perianth. Die drei Kelchblätter sind manchmal an der Basis verwachsen. Die drei zarten Kronblätter sind meistens an ihrer Basis röhrig verwachsen und sind nicht lange haltbar; sie sind meistens gelb oder manchmal rot und besitzen manchmal eine braune bis violette Zeichnung. Die Blüten enthalten zwei Kreise mit je drei fertilen Staubblättern. Die Staubfäden sind frei oder an der Basis miteinander verwachsen und bei einigen Arten mit den Kronblättern verwachsen. Die Staubbeutel öffnen sich mit Poren. Drei Fruchtblätter sind zu einem oberständigen Fruchtknoten verwachsen. In jeder der drei Fruchtknotenkammern sind ein bis zwei oder fünf bis fünfzig anatrope Samenanlagen vorhanden. Bei Spathanthus ist nur eine, der drei Fruchtknotenkammern fertil. Der Griffel endet in einer einfachen, kopfigen Narbe. Die Bestäubung erfolgt durch Insekten (Entomophilie) oder Vögel (Ornithophilie).

### Früchte und Samen
Es werden lokulizide Kapselfrüchte gebildet. Die geflügelten oder ungeflügelten Samen enthalten einen kleinen (bei Samenreife rudimentären) Embryo und ein gut entwickeltes Endosperm mit etwas Stärke.

### Inhaltsstoffe und Chromosomenzahl
In der Epidermis sind in Zellen mehrere mehr oder weniger drusige Kieselkörper und gerbstoffhaltige braune Zellen vorhanden. Alle Arten akkumulieren Aluminium meist in größeren Mengen nur wenige Arten in geringer Dosis; dies kommt sonst bei den Monokotyledonen selten vor. Es sind Schleimzellen vorhanden.
Die Chromosomenzahl beispielsweise bei Maschalocephalus beträgt 2n = 22.

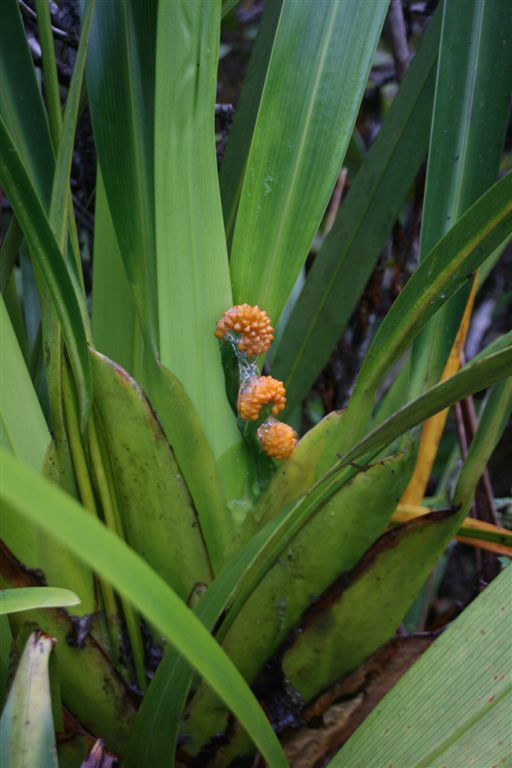
Stegolepis guianensis

## Systematik und Verbreitung
Die Rapateaceae kommen bis auf eine Ausnahme nur in der Neotropis vor. Sie gedeihen in den tropischen bis subtropischen Klimaten. Die meisten Arten sind im tropischen östlichen Südamerika beheimatet, einige Arten reichen bis Bolivien und Panama. Das Zentrum der Artenvielfalt ist der Guayana-Schild vom Tiefland bis auf den Tepuis. Paläotropisch ist nur die afrikanische Gattung Maschalocephalus mit der Art Maschalocephalus dinklagei im tropischen Westafrika in Sierra Leone und Liberia; sie ist durch Fernausbreitung dorthin gelangt. Der Ursprung der Familie wird auf 112 Millionen Jahre vor heute datiert mit einer adaptiven Radiation etwa vor 65 Millionen Jahren.
Der Familienname Rapateaceae wurde 1829 von Barthélemy Charles Joseph Dumortier in Analyse des Familles de Plantes, 60, 62 veröffentlicht. Typusgattung ist Rapatea Aubl.
Es gibt 16 bis 17 Gattungen, sieben davon sind monotypisch, mit insgesamt etwa 80 bis 94 Arten in dieser Familie. Sie wird in drei Unterfamilien gegliedert:
- Rapateoideae Maguire: Sie enthält drei Gattungen mit etwa 29 Arten:[5]
  - Cephalostemon R.H.Schomb.: Die etwa fünf Arten sind im tropischen Südamerika verbreitet.[5]
  - Rapatea Aubl.: Sie besitzt die weiteste Verbreitung aller Gattungen innerhalb der Familie vom nördlichen Südamerika bis Peru und enthält etwa 22 Arten.[5]
  - Spathanthus Desv.: Die etwa zwei Arten sind im tropischen Südamerika verbreitet.[5]
- Monotremoideae Givnish & P.E.Berry: Sie enthält vier Gattungen und acht Arten.
  - Maschalocephalus Gilg & K.Schum.: Sie enthält nur eine Art:[5]
    - Maschalocephalus dinklagei Gilg & K.Schum.: Diese einzige westafrikanische Art wächst in feuchten Wäldern und sandigen Savannen in Sierra Leone und Liberia.

  - Monotrema Körn.: Die etwa vier Arten und eine Naturhybride sind in Kolumbien, Venezuela, Guyana und Brasilien verbreitet.[5]
  - Potarophytum Sandwith: Sie enthält nur eine Art:[5]
    - Potarophytum riparium Sandwith: Dieser Endemit kommt nur auf dem Kaieteur Plateau des Guyana-Schildes vor.

  - Windsorina Gleason: Sie enthält nur eine Art:[5]
    - Windsorina guianensis Gleason: Dieser Endemit kommt nur in der Kaieteur-Schlucht auf dem Guyana-Schild vor.
- Saxofridericioideae Maguire: Die Laubblätter sind immer gestielt. Sie enthält neun bis zehn Gattungen mit etwa 54 Arten:
  - Amphiphyllum Gleason: Sie enthält nur eine Art:
    - Amphiphyllum rigidum Gleason: Dieser Endemit kommt nur auf dem Cerro Duida im südlichen Venezuela vor.[5]

  - Duckea Maguire: Die etwa vier Arten sind in Venezuela und Brasilien verbreitet.
  - Epidryos Maguire (Syn.: Epiphyton Maguire): Die seit 2017 etwa vier Arten sind von Panama über das südöstliche Kolumbien, Ecuador, im südlichen Venezuela bis Guyana verbreitet.[5]
  - Guacamaya Maguire: Sie enthält nur eine Art:[5]
    - Guacamaya superba Maguire: Sie ist auf dem Guayana-Schild verbreitet.

  - Kunhardtia Maguire: Die nur zwei Arten kommen nur im südlichen Venezuela vor.[5]
  - Marahuacaea Maguire: Sie enthält nur eine Art:[5]
    - Marahuacaea schomburgkii (Maguire) Maguire: Es ist ein Endemit des Cerro Makahuaka im südlichen Venezuela.

  - Phelpsiella Maguire: Sie enthält nur eine Art:[5]
    - Phelpsiella ptericaulis Maguire: Es ist ein Endemit des Cerro Paru in Venezuela.

  - Saxofridericia R.H.Schomb. oder andere Schreibweise Saxo-Fridericia R.H.Schomb.: Die etwa neun Arten[5] kommen auf dem Guayana-Schild vom Tiefland bis hinauf auf die Tepuis vor.
  - Schoenocephalium Seub.: Die vier[5] bis sieben Arten sind in Kolumbien, Venezuela und Brasilien verbreitet.
  - Stegolepis Klotzsch ex Körn.: Die mehr als 30 Arten sind im nördlichen Südamerika, besonders im Hochland von Guyana und Panama verbreitet.